# Laxton's Utility
Laxton's Utility sinónimo: Utilidad de Laxton es una variedad cultivar de ciruelo (Prunus domestica), de las denominadas ciruelas europeas. Un híbrido del cruce de 'Jefferson' x 'Prune Peche'. Criado en Bedford por "Laxton Bros. Ltd.", en 1903. 
Las frutas tienen un tamaño de medio a grande, con una piel de color rojo violeta pasando a casi negro, no uniforme, y una pulpa de color verde claro o amarillo ámbar, transparente, con textura medio firme, blanda, algo crujiente, muy jugosa, y sabor medianamente azucarado, refrescante, muy bueno. Tolera las zonas de rusticidad según el departamento USDA, de nivel 5b, 5a, 6b, 6a, 7b, 7a.

## Sinonimia
- "Utilidad de Laxton".

## Historia
'Laxton's Utility' es una variedad de ciruela, híbrido del cruce de 'Jefferson' como Parental-Madre x el polen de 'Prune Peche' como Parental-Padre. Desarrollado y criado por el vivero "Laxton Bros. Ltd." Bedford, Inglaterra, (Reino Unido) a inicios del siglo  XX en 1903. Fue introducida en los circuitos comerciales en 1910.
'Laxton's Utility' está cultivada en el Banco de germoplasma de cultivos vivos de la Estación experimental Aula Dei de Zaragoza con el nombre de accesión : 'Utilidad de Laxton'. Está considerada incluida en las variedades locales autóctonas muy antiguas, cuyo cultivo se centraba en comarcas muy definidas, que se caracterizan por su buena adaptación a sus ecosistemas, y podrían tener interés genético en virtud de su características organolépticas y resistencia a enfermedades, con vista a mejorar a otras variedades.

## Características
'Laxton's Utility' árbol de porte extenso, moderadamente vigoroso, erguido, sus hojas de la planta leñosa son caducas, de color verde, forma elíptica, sin pelos presentes, tienen dientes finos en el margen. Las flores deben aclararse mucho para que los frutos alcancen un calibre más grueso. Tiene un tiempo de floración que comienza a partir del 14 de abril con el 10% de floración, para el 19 de abril tiene una floración completa (80%), y para el 30 de abril tiene un 90% de caída de pétalos.
'Laxton's Utility' tiene una talla de tamaño mediano a grande, de forma elíptica, ligeramente achatada en ambos extremos, con leve depresión en la zona ventral a lo largo de la sutura, ligeramente asimétrica, presentando sutura línea violeta muy visible sobre el fondo y casi imperceptible sobre la chapa donde solo se aprecia una fina línea como marcada con un alfiler, situada en depresión muy leve, algo más acentuada junto a cavidad peduncular; epidermis tiene una piel con pruina abundante, irregularmente distribuida, azulada, no se aprecia pubescencia, estando la mayor parte de los frutos cubiertos de pequeñas cicatrices lineales, sobre todo en las caras laterales, presenta color rojo violeta pasando a casi negro, no uniforme, viéndose zonas rojo fuego más claro y a veces también el color verde oliva del fondo, sobre todo en la zona ventral, presenta un punteado muy abundante de tamaño muy variable, espaciados en el polo peduncular y mucho más espesos en el pistilar, siendo los más pequeños color violeta sin aureola, los demás blanquecinos con aureola violeta muy marcada, unos y otros destacan mucho sobre el fondo o zonas poco coloreadas, mientras sobre las más oscuras solo destacan los blanquecinos siendo inapreciable su aureola. El punteado unido a las pequeñas cicatrices ruginosas-"russetting", a veces orladas también de violeta le dan un aspecto muy abigarrado y característico;  pedúnculo de longitud corto, de calibre grueso, bien adherido a la carne, pubescente, ubicado en una cavidad peduncular estrecha, poco profunda, ligeramente rebajada en la sutura; pulpa de color verde claro o amarillo ámbar, transparente, con textura medio firme, blanda, algo crujiente, muy jugosa, y sabor medianamente azucarado, refrescante, muy bueno.
Hueso  semi libre, ligera adherencia en zona ventral, tamaño medio, elíptico, caras laterales arenosas formando depresión bien acusada a los costados de la zona ventral.
Su tiempo de recogida de cosecha se inicia en su maduración en la segunda a tercera decena de julio.

## Usos
Se utiliza para su consumo en fresco.

## Características
Resistente al cancro bacteriano. Es parcialmente autofértil, por lo que dará algunos frutos por sí mismo. Tener cerca otra variedad de ciruela igual o diferente con el mismo grupo de polinización o uno adyacente ayudará al cultivo. Período de floración B.